# 中央自動車学校 (岩手県)
株式会社中央自動車学校（ちゅうおうじどうしゃがっこう）は、岩手県盛岡市にある、岩手県公安委員会指定自動車教習所を運営する企業である。

## 所在地
中央自動車学校（盛岡本校）
- 〒020-0132 盛岡市西青山二丁目31番11号（岩手県道223号盛岡滝沢線沿い）
  - 岩手県警より「飲酒取消処分者講習実施機関」の指定を受けている。

岩手中央自動車学校
- 〒028-4211 岩手町川口49地割3番地44（国道4号沿い、岩手警察署管内唯一の指定自動車教習所）
  - 国道4号からは町道を介して入る。なお国道と町道のT字路交差点は鋭角かつ急勾配で、かつ途中にある「芦田内・丹藤街道両踏切（いずれもIGR線と交差）」はすれ違い不可で（道幅が狭く）大きな段差もあるため、運転には十二分注意が必要。

雫石スキッドランド（冬道運転体験施設）
- 〒020-0585 雫石町長山字麁台久保17番地4
  - 盛岡本校の教習生のみ「当施設における冬道運転体験」が（第一種・第二種両免許共に）教習カリキュラムへ組み込まれている（夏場でも場内コースに水をまいて冬期の凍結路面を再現）。さらに「企業従業員を対象とした安全運転講習」でも事前に予約すれば当コースを使用可能。
  - 当施設は「中央自動車学校盛岡本校の付属施設」扱いとなっており、雫石町内に当施設以外の指定自動車教習所は無い。

## 教習車種
第一種免許
- 普通車・原付
- 普通&大型自動二輪
- 準中型車・中型車・大型車・大型特殊（岩手中央自動車学校のみ）

第二種免許（盛岡本校のみ）
- 普通車

## 備考
- 紫波郡紫波町にある「紫波中央自動車学校」は本校の姉妹校・系列校ではない（開校当初は「高文紫波自動車学校」を名乗っていた）。